# Oberuckersee (comune)
Oberuckersee è un comune di 1 600 abitanti del Brandeburgo, in Germania.

Appartiene al circondario dell'Uckermark ed è parte della comunità amministrativa di Gramzow.
Non esiste alcun centro abitato denominato «Oberuckersee»: il comune prende il nome dall'omonimo lago.

## Storia
Il comune di Oberuckersee venne creato il 31 dicembre 2001 dalla fusione dei comuni di Blankenburg, Potzlow, Seehausen e Warnitz.

## Geografia antropica
Il territorio comunale è suddiviso nelle frazioni (Ortsteil) di Blankenburg, Potzlow, Seehausen e Warnitz.